# 阿都哈密奥曼
丹斯里阿都哈密奥曼（1939年7月21日—2011年12月23日），马来西亚政治人物、巫统党员，曾任首相署部长（1995年至2001年）。他于2001年2月2日被首相马哈迪·莫哈末委任为首相伊斯兰宗教事务特别顾问，直至2009年2月1日。
2011年12月23日，阿都哈密因中风去世，享年72岁。在马哈迪和夫人茜蒂哈斯玛到访参观后，他的遗体于12月24日下午2时30分左右下葬。